# Montes Apenninus

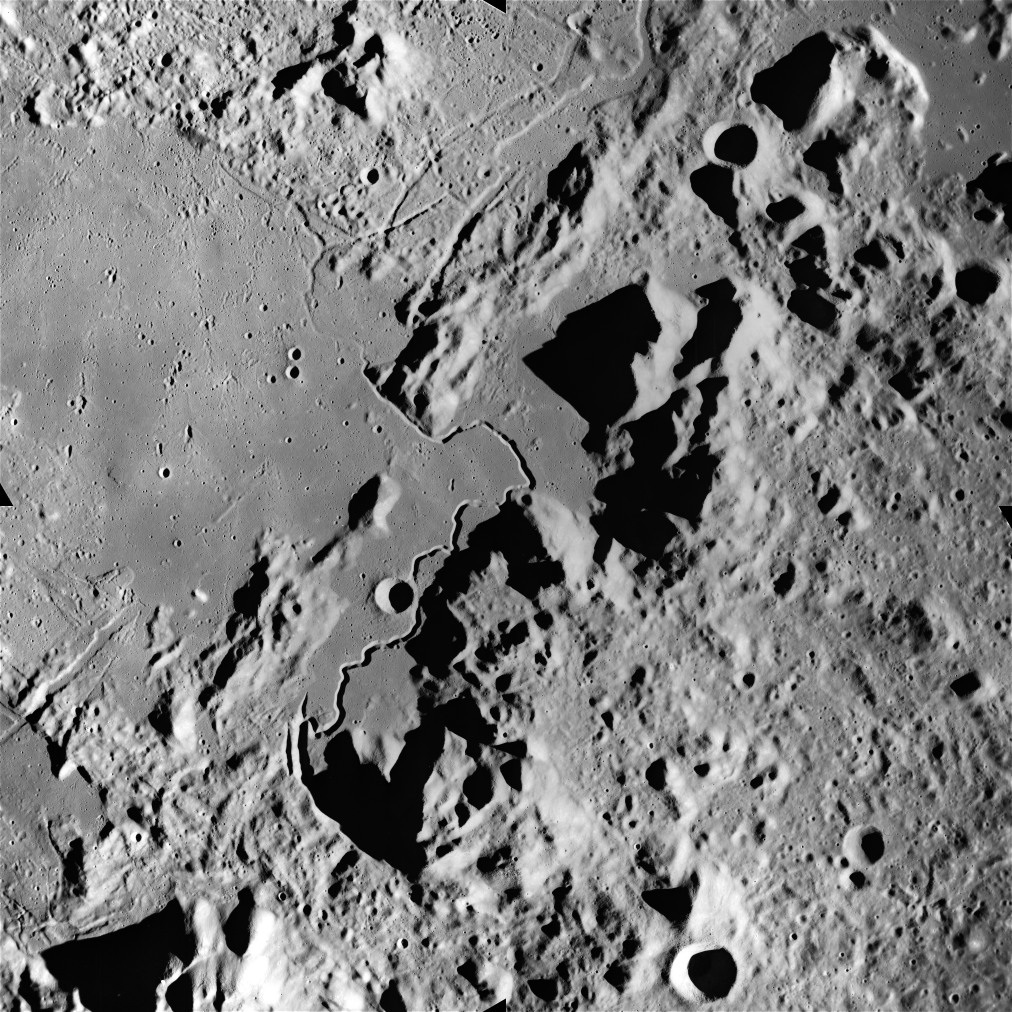
Der nördlichste Teil des Mond-Apennin an der Hadley-Rille und der Landestelle von Apollo 15.

Die Montes Apenninus sind das mächtigste Gebirge auf dem Mond. Der Gebirgszug ist ein Teil des teilweisen Kraterwalles um das Becken des Mare Imbrium und befindet sich südlich der ebenso angeordneten Montes Alpes. Er hat eine Länge von rund 600 km und erhebt sich stellenweise über 5000 m.
Der Mond-Apennin wurde von Hevelius nach dem Apennin in Italien benannt. Sein südlicherer Abschnitt wird im Nordwesten vom Mare Imbrium und im Südosten vom Mare Vaporum flankiert. Somit ähnelt die geografische Gliederung der des irdischen Apennins, der vom Adriatischen Meer und vom Tyrrhenischen Meer umgeben ist. Beim Betrachten des Mond-Apennins ist auffällig, dass dieser zahlreiche Einschlagkrater aufweist.